# Tip (informatie)
Een tip is een nuttige raadgeving, wenk of hint waarmee iemand zijn voordeel kan doen. Het onthullen van informatie over iets of iemand heet klikken, verlinken, of iemand er bij lappen. Het woord "tip" is aan het Engels ontleend en werd oorspronkelijk gebruikt bij wedrennen en aan de beurs; het was een wenk die een goed geïnformeerde tipgever of tipgeefster gaf aan een gokker of speculant, bijvoorbeeld over welk paard de grootste winstkansen had of wat de verwachte beweging van een of andere aandelenkoers was. In het Nederlands dook het woord "tip" in deze betekenis op aan het begin van de twintigste eeuw.
Onderzoeksjournalisten en de politie maken ook gebruik van tipgevers voor het maken van schandaal- of misdaadverhalen resp. het oplossen van misdrijven. Tipgevers kunnen mensen uit het misdaadmilieu zelf zijn, maar ook gewone mensen die via de media, langs opsporingsberichten of televisieprogramma's zoals Opsporing Verzocht, gevraagd worden om informatie die ze eventueel hebben aan de politie mee te delen. Elke tip moet onderzocht worden op betrouwbaarheid en bruikbaarheid, zeker als de tip afkomstig is van een anonieme tipgever.